# 1707 ở Anh
Các sự kiện xảy ra vào năm 1707 ở Vương quốc Anh, được thành lập trong năm này theo Đạo luật Liên minh 1707.

## Đương kim
- Nữ vương - Anne I của Anh

## Sự kiện
- 1 tháng 1- Vương quốc Anh là kết quả của Đạo luật Liên minh với sự hợp nhất của Vương quốc England và Scotland thành một vương quốc duy nhất, và hợp nhất nghị viện của England với Scotland thành nghị viện Vương quốc Anh.[1]
- 22 tháng 10- 4 tàu thuộc Hải quân Hoàng gia Anh, bao gồm HMS Association, bị mắc cạn gần quần đảo Scilly vì lỗi định hướng — Đô đốc Cloudesley Shovell và hàng ngàn thủy thủ chết đuối.
- 23 tháng 10 - Buổi họp đầu tiên của Nghị viện Vương quốc Anh ở London.[1]
- 5 tháng 12 - Cuộc họp đầu tiên của Hiệp hội Khảo cổ, diễn ra ở Bear Tavern trên đường Strand, London.[2]

### Không rõ ngày
- Khánh thành cửa hàng bách hóa Fortnum & Mason ở London.[3]

## Sách
- Vô danh, Memoirs of the Court of England (dịch)[4]
- Vô danh, The History of the Earl of Warwick; Sirnam'd the King-maker (dịch)[4]
- Richard Baxter, The Poetical Works of the Late Richard Baxter[4]
- Thomas Brown, The Works of Mr Thomas Brown[4]
- Anthony Collins, Essay Concerning the Use of Reason[4]
- Thomas D'Urfey, Stories, Moral and Comical[4]
- Laurence Echard, The History of England tập 1[4]
- Edward Lhuyd, Archaeologia Britannica: an Account of the Languages, Histories and Customs of Great Britain, from Travels through Wales, Cornwall, Bas-Bretagne, Ireland and Scotland, tập 1, Glossography
- Delarivière Manley, The Lady's Pacquet of Letters (tiểu thuyết)[4]
- Isaac Newton, Arithmetica Universalis
- John Oldmixon, The Muses Mercury; or, The Monthly Miscellany, phát hành định kỳ hằng tháng từ tháng 1 năm này đến tháng 1 1708[4]
- A. Phillipick Schiner, Oration to Incite the English Against the French (dịch bởi John Toland)
- Jonathan Swift, A Critical Essay upon the Faculties of the Mind
- Matthew Tindal, A Defence of the Rights of the Christian Church [4]
- Catherine Trotter, A Discourse Concerning a Guide in Controversies[4]
- Isaac Watts, Hymns and Spiritual Songs (thường xuyên được tái bản sau đó)[4]
- John Wilmot, Earl of Rochester, The Miscellaneous Works of the Late Earls of Rochester and Roscommon[4]

## Thơ ca
- Samuel Cobb, Poems on Several Occasions[4]
- Nahum Tate, The Triumph of Union[4]
- Isaac Watts, Hymns and Spiritual Songs;[4] bao gồm "O God, Our Help in Ages Past"[5]
- John Wilmot, Bá tước xứ Rochester, The Miscellaneous Works of the Right Honourable the Late Earls of Rochester And Roscommon. With The Memoirs of the Life and Character of the late Earl of Rochester, in a Letter to the Dutchess of Mazarine. By Mons. St. Evremont, London: In và bán bởi B. Bragge; in lần thứ hai trong cùng năm ở London: In bởi Edmund Curll (in lần thứ ba năm 1709)[6]

## Kịch
- Joseph Addison, Rosamund (opera)[4]
- Susanna Centlivre, The Platonick Lady[4]
- Colley Cibber, The Lady's Last Stake[4]
  - - The Double Gallant[4]
- George Farquhar, The Beaux' Stratagem[4]
- Peter Anthony Motteux, Thomyris, Queen of Scythia (opera)[4]
- Nicholas Rowe, The Royal Convert
- Nahum Tate, Injur'd Love, phỏng theo The White Devil của Webster[4]

## Sinh
- 1 tháng 2 - Frederick, Prince of Wales (mất 1751)
- 23 tháng 3- Henry Scudamore, Công tước Beaufort đệ tam (mất 1745)
- 10 tháng 4- John Pringle, thầy thuốc (mất 1782)
- 22 tháng 4- Henry Fielding, tiểu thuyết gia và kịch gia (mất 1754)
- 24 tháng 8- Selina Hastings, lãnh đạo hội Giám lý (mất 1791)
- 5 tháng 9 - Tướng John Forbes (mất 1759)
- 18 tháng 10- Charles Wesley, lãnh đạo hội Giám lý, em của John Wesley (mất 1788)
- William Hoare, họa sĩ người Anh, được chú ý vì màu phấn của ông (d. 1792)

## Mất
- 8 tháng 1 – John Dalrymple, Bá tước Stair đệ nhất, chính trị gia Scotland (sinh 1648)
- 20 tháng 1 – Humphrey Hody, nhà thần học England (sinh 1659)
- 17 tháng 6 – Antonio Verrio, họa sĩ (sinh 1639, Italy)
- 23 tháng 6 – John Mill, nhà thần học England (sinh khoảng 1645)
- 18 tháng 8 – William Cavendish, Công tước Devonshire đệ nhất, quân nhân và chính khác England (sinh 1640)
- 15 tháng 9 – George Stepney, nhà thơ và nhà ngoại giao England (sinh 1663)
- 23 tháng 9 – John Tutchin, nhà báo, nhà thơ (sinh khoảng 1661)
- 22 tháng 10 – Cloudesley Shovell, đô đốc England (sinh 1650)
- 1 tháng 12 – Jeremiah Clarke, nhà soạn nhạc England (sinh 1674)